# Herbert M. Evans

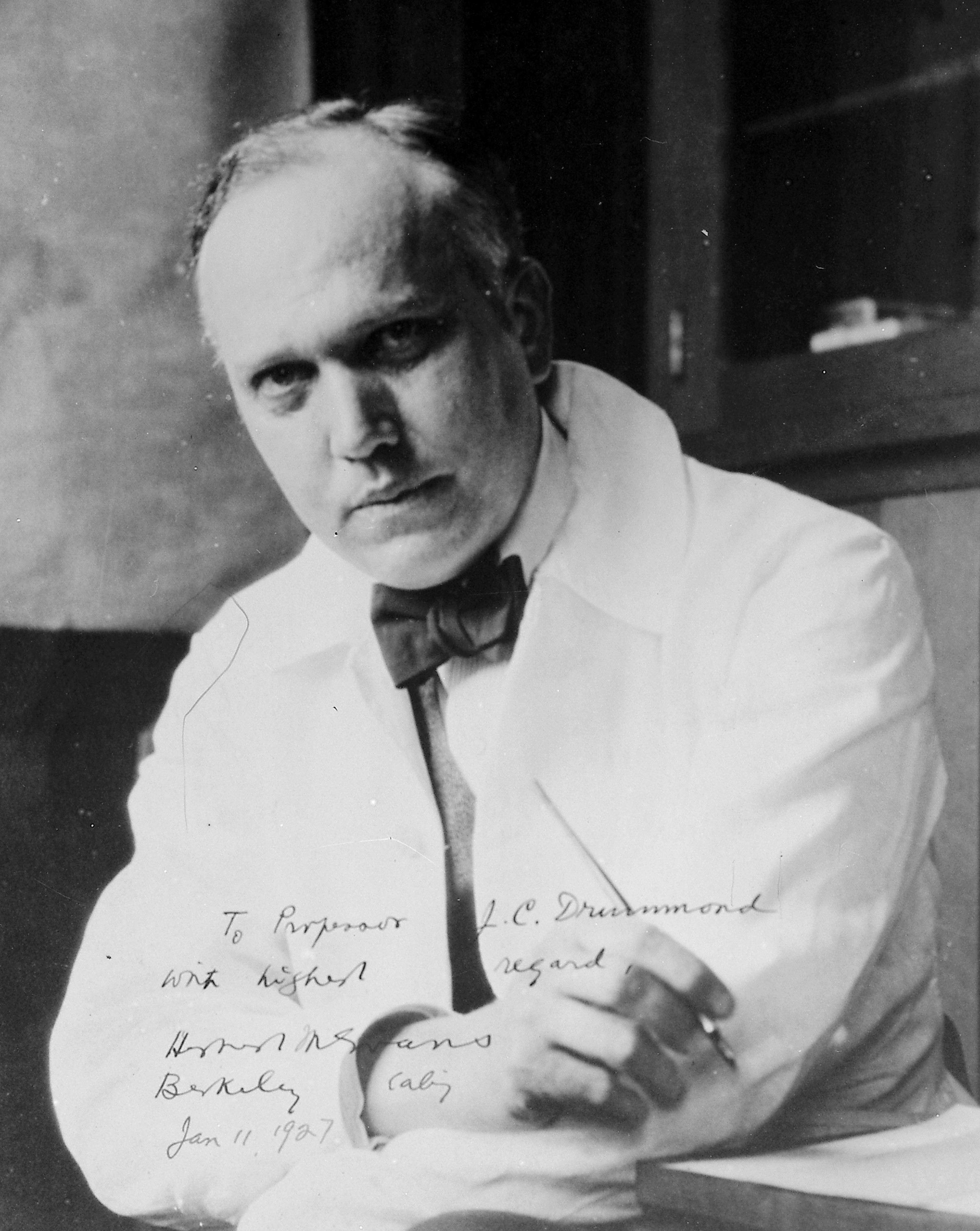
Herbert McLean Evans, 1927

Herbert McLean Evans (* 23. September 1882 in Modesto, Kalifornien; † 6. März 1971) war ein US-amerikanischer Anatom und Endokrinologe. Seine wichtigsten Verdienste liegen in der Analyse des Sexualzyklus bei Säugetieren, der Entdeckung und chemischen Identifikation von Vitamin E und der Isolierung und Reinigung von Somatropin (GH) und Adrenocorticotropin (ACTH).

## Leben und Wirken
Evans’ Vater war Arzt, sein Onkel mütterlicherseits war der Professor für Chirurgie und Dekan der Fakultät für Medizin an der University of California, San Francisco, Robert McLean. Herbert Evans besuchte zur Vorbereitung auf das eigentliche Medizinstudium das College in Berkeley, Kalifornien. Zu seinen Lehrern dort gehörte der bekannte Paläontologe John C. Merriam.
1904 begann Evans sein Studium der Medizin an der University of California, Berkeley, 1905 wechselte er an die Johns Hopkins University in Baltimore, Maryland und heiratete Anabel Tulloch. Bei Franklin P. Mall erwarb Evans bereits als Student besondere Fähigkeiten bei der Färbung kleinster Blutgefäße. Zu Malls Forschungsgruppe gehörten Warren H. Lewis, Ross G. Harrison und Florence Rena Sabin. Unter William Stewart Halsted untersuchte Evans die Blutversorgung der Nebenschilddrüsen und veröffentlichte 1907 erste Arbeiten zur Schonung der Nebenschilddrüsen bei der Strumaresektion und zur Blutversorgung größerer Lymphgefäße. Andere Veröffentlichungen Evans’ vor dem Abschluss des Medizinstudium 1908 betrafen die Embryonalentwicklung des Gefäßsystems und das Wachstum von Lymphgefäßen in malignen Tumoren.
Nach dem Studienabschluss wurde Evans Mills Forschungsassistent und war 1910 Autor des Kapitels zur Embryonalentwicklung des Gefäßsystems in dem Manual of Human Embryology von Mall und Franz Keibel (Freiburg im Breisgau). Mehrere Forschungsaufenthalte führten Evans nach Deutschland, wo er mit Werner Schulemann Experimente zur In-vivo-Färbung von Geweben mit Azofarbstoffen (darunter Trypanblau) durchführte und wichtige Beiträge zur Charakterisierung von Makrophagen leistete sowie den Farbstoff Evans blue entwickelte. Ab 1913 arbeitete Evans zusätzlich in der von der Carnegie Institution of Washington neu eingerichteten Abteilung für Embryologie an der Johns Hopkins University, wo er systematisch frühe menschliche Embryos präparierte.
1915 wurde Evans Professor für Anatomie an der University of California, Berkeley. Mit George W. Corner, den er als Assistant Professor von Baltimore nach Berkeley mitnahm, führte Evans wichtige Untersuchungen zur Anatomie und Physiologie des Fortpflanzungssystems bei Nagetieren durch. Mit Joseph Long veröffentlichte Evans 1922 The Oestrous Cycle in the Rat and Its Associated Phenomena. Gemeinsam mit seiner Assistentin Katherine Scott Bishop veröffentlichte Evans eine Serie von Arbeiten über die Beeinflussung des Sexualzyklus durch die Nahrung. Durch spezielle Diäten der Versuchstiere konnten Evans und Mitarbeiter letztlich Vitamin E als essenziell sowohl für den Erhalt einer Schwangerschaft als auch für die Produktion der Spermien und damit für die Fortpflanzung schlechthin identifizieren. Weitere Arbeiten Evans’ befassten sich mit den Hormonen des Hypophysenvorderlappens und führten zur Isolierung des Growth Hormone (Somatotropin) und weiteren Hormonen des Hypophysenvorderlappens.
1930 wurde Evans Direktor des neu gegründeten Institute of Experimental Biology der Universität und wurde zum Herzstein-Professor für Biologie ernannt. Von 1930 bis 1932 war er Präsident der American Association of Anatomists. 1932 ging Evans für ein Jahr als Gastforscher an das Rockefeller Institute nach New York City. 1953 wurde Evans emeritiert.
Evans war bibliophil und sammelte wertvolle medizinhistorische Schriften. Teile seiner Sammlung wurden im History of Science Club der Universität Berkeley ausgestellt. Mehrfach stellte er herausragende Sammlungen von berühmten wissenschaftlichen Erstausgaben zusammen, die zum Teil von medizinhistorischen Bibliotheken aufgekauft wurden. Zu den wissenschaftlichen Sammlungen kamen solche mit Americana, japanischen Drucken oder Drucken von Jacques Callot.
Evans war dreimal verheiratet. Mit seinen ersten beiden Ehefrauen hatte er jeweils eine Tochter. 1970 erlitt Evans einen Schlaganfall und konnte nicht mehr wissenschaftlich arbeiten.

## Auszeichnungen (Auswahl)
- 1925 Mitglied der American Academy of Arts and Sciences[3]
- 1927 Mitglied der National Academy of Sciences
- 1932 Mitglied der Leopoldina[4]
- 1949 Banting-Medaille der American Diabetes Association
- 1951 Ausländisches Mitglied der Royal Society of London[5]
- 1952 Passano Award[6]

Herbert Evans hielt Ehrendoktorate folgender Universitäten: Universität von Paris (Sorbonne), Universität Genf, Universidad Nacional Mayor de San Marcos, University of California, Berkeley und Johns Hopkins University. Er wurde zwischen 1924 und 1953 insgesamt 30-mal für den Nobelpreis für Physiologie oder Medizin nominiert, erhielt die Auszeichnung aber nie.